# RequestPolicy
RequestPolicy (Politique des requêtes en français) est une extension libre écrite en JavaScript pour le navigateur web Mozilla Firefox chargée de bloquer les requêtes vers d'autres serveurs. Le déblocage des requêtes des sites tiers est finement réglable au un par un.

## Versions
Le développement de RequestPolicy a été arrêté temporairement en 2012. Puis, a suivi la parution de la version 0.5.28 qui est sortie le 30 juillet 2013. En juin 2014 le développement a été repris par d’autres développeurs sous le nom de RequestPolicy Continued.

### Request Policy Continued
- Site officiel de Request Policy Continued
- Dépôt GitHub de RequestPolicy Continued

### Request Policy
- Site officiel de Request Policy
- RequestPolicy sur le marché des extensions Firefox
- Dépôt GitHub de RequestPolicy